# Moi et Lui
Pour les articles homonymes, voir Io e lui.
Moi et Lui (en italien, Io e lui) est un roman d'Alberto Moravia, paru en 1971.
La traduction en français de ce roman par Simone de Vergennes est parue chez Flammarion en 1974.

## Résumé
L’histoire se déroule à Rome, les personnages principaux de ce roman sont Rico un metteur en scène de cinéma, et son sexe avec lequel il discute durant l’ensemble de l’histoire : c'est un peu Don Quichotte et son écuyer. 
Derrière la blague, se dessine une critique de la société de consommation, des rapports d’argent, de la frustration sexuelle, de la politique avec en particulier une critique d’un certain engagement dit « de gauche » où l’on doit prouver qu’on est un vrai révolutionnaire !
Rico rêve d’être un « sublimé » ce qui correspond pour lui à être quelqu’un de supérieur aux autres, s’il n’y arrive pas c’est à son sens en partie à cause des pulsions de « Lui » (son sexe).

## Adaptations cinématographiques
- 1973 : Moi et lui (Io e lui), film italien de Luciano Salce
- 2000 : Ils ne pensent qu'à ça ! (Harte Jungs), film allemand de Marc Rothemund